# Royal Literary Fund
Le Royal Literary Fund (RLF) est un fonds de bienfaisance qui vient en aide aux écrivains britanniques en difficulté financière. 
Fondé en 1790 et doté d'une charte royale en 1818, le Fonds a aidé tout au long de son histoire un large éventail d'auteurs. Il gère également un programme de bourses, plaçant des écrivains confirmés dans des universités pour encourager les compétences en rédaction et pour contrôler les normes d'écriture dans le monde de l'enseignement supérieur.

## Histoire
Le Fonds est fondé en 1790 par le révérend David Williams, inspiré par la mort en prison pour dettes d'un traducteur des dialogues de Platon, Floyer Sydenham,. Depuis lors, l'association a reçu des legs et des dons, y compris le patronage royal. En 1818, le Fonds reçoit une charte royale et est autorisé à ajouter « Royal » à son titre en 1845.
Le Royal Literary Fund a aidé de nombreux écrivains éminents au cours de son histoire, notamment Samuel Taylor Coleridge, Samuel Rousseau, François-René de Chateaubriand, Thomas Love Peacock, Colin Mackenzie, James Hogg, Leigh Hunt, Thomas Hood, Richard Jefferies (en), Joseph Conrad, D. H. Lawrence, James Joyce, Ivy Compton-Burnett, Richard Ryan, Regina Maria Roche et Mervyn Peake. Il a également aidé de nombreux autres auteurs en difficulté, comme Anne Burke, qui se sont retrouvés dans une pauvreté extrême et/ou en mauvaise santé avant l'arrivée de la sécurité sociale, grâce à de petites subventions. Le fonds a également aidé des auteurs qui ont été confrontés à la pauvreté plus tard dans leur vie, comme Mary Catherine Rowsell qui a obtenu quatre subventions du fonds.
Tout au long du XIXe siècle et jusqu'en 1939, une grande partie de l'argent de l'association provenait d'un dîner de collecte de fonds annuel au cours duquel de grandes personnalités publiques et littéraires (dont William Ewart Gladstone, Lord Palmerston, David Livingstone, Stanley Baldwin, Charles Dickens, William Thackeray, Robert Browning, J. M. Barrie et Rudyard Kipling) ont exhorté les invités à faire des dons généreux. Les fonds courants comprennent les revenus de ces investissements antérieurs et les redevances léguées par les écrivains. Parmi les domaines sur lesquels le Fonds perçoit des redevances figurent ceux du poète de la Première Guerre mondiale Rupert Brooke, des romanciers Somerset Maugham et G. K. Chesterton et des écrivains pour enfants Arthur Ransome et A. A. Milne.

## Bourses
Les revenus de la succession de A. A. Milne ont permis à la RLF de créer un programme de bourses pour placer des écrivains professionnels dans des universités du Royaume-Uni. Le programme de bourses a été créé en 1999 sous la direction de Hilary Spurling. Il offre une allocation aux écrivains établis pour travailler dans des universités et des collèges afin d'aider les étudiants et le personnel à développer leurs compétences en rédaction, en se concentrant particulièrement sur la rédaction académique. Il s'agit généralement de séances individuelles. Les écrivains employés comprennent des romanciers, des dramaturges, des poètes, des traducteurs, des auteurs de non-fiction et de livres pour enfants. À la fin de 2006, il y avait 77 boursiers répartis dans 47 établissements sur tout le territoire continental du Royaume-Uni.
Le programme de bourses entreprend également des recherches sur l'état de l'écriture parmi les étudiants et écoliers britanniques et est proactif dans la promotion du développement des compétences en écriture. Entre 2002 et 2005, un groupe de bourses de projet a existé pour mener des recherches sur la manière dont les travaux de la bourse pourraient être approfondis à l'avenir.

## Vente des droits deWinnie l'ourson
En 2001, la RLF vend les droits du personnage de Winnie l'ourson et d'autres personnages de la série à Disney. L'accord de 350 millions de dollars donne à Disney tous les droits sur la franchise jusqu'à l'expiration des droits d'auteur en 2026. L'auteur de Winnie l'ourson, A. A. Milne, avait vendu les droits au RLF. Le RLF a gagné environ 132 millions de dollars grâce à cet accord.